# پارادور
پارادور (انگلیسی: Parador) شرکت مهمان‌نوازی اسپانیایی است، که در سال ۱۹۲۸ تأسیس شد.